# خليج كامبيشي
خليج كامبيشي (بالإنجليزية: Bay of Campeche)‏ هو مسطح مائي يقع ضمن خليج المكسيك. تبلغ مساحته 15540 كلم2 تقريباً ويصل أقصى عمق فيه إلى 55 متر.